# Łąka (Bolesław Leśmian)

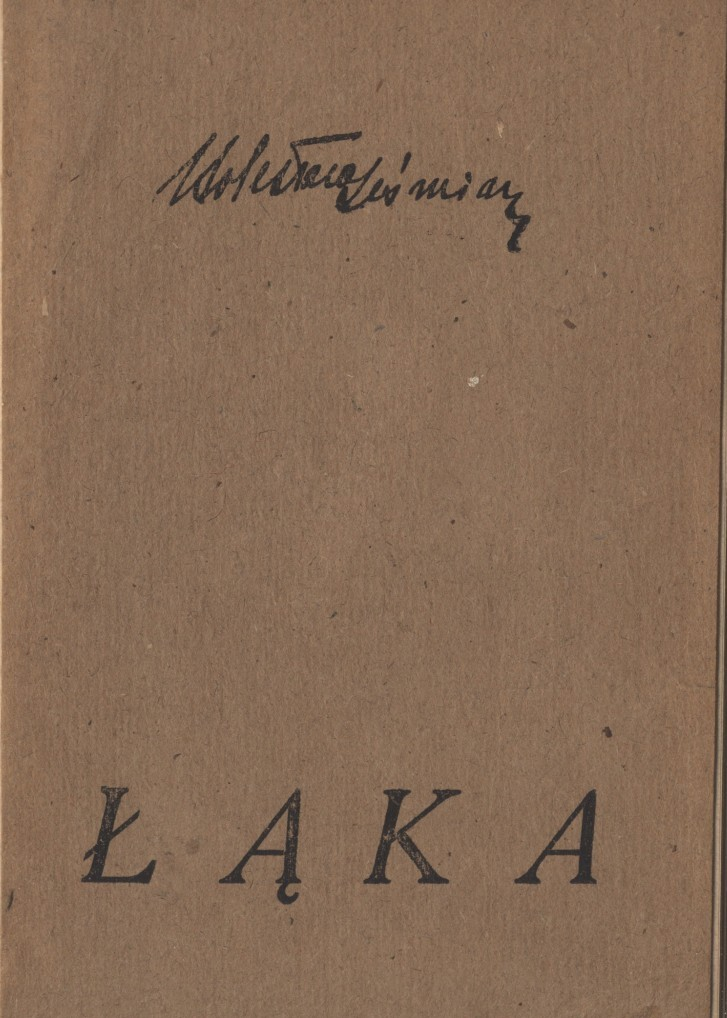
Okładka tomiku "Łąka"

Łąka – drugi zbiór wierszy Bolesława Leśmiana, wydany w Warszawie w 1920 roku. Poeta poruszył w nim problematykę filozoficzną, odnosząc się do natury i ludowego folkloru. W tomiku znalazły się słynne ballady, takie jak Świdryga i Midryga czy Dusiołek. Łąka przynosi też najsłynniejszy cykl Leśmianowskich erotyków W malinowym chruśniaku. 
Utwory ze zbioru charakteryzuje nowatorstwo w zakresie słownictwa (liczne neologizmy, nazwane później od nazwiska autora leśmianizmami) i wersyfikacji. Tom spotkał się z entuzjastycznym przyjęciem przez czołowych krytyków (Karol Irzykowski, Ostap Ortwin).
Zbiór został przez Leśmiana dedykowany Eugeniuszowi Śmiarowskiemu, prawnikowi i politykowi.

## Spis treści
- W zwiewnych nurtach kostrzewy
  - Topielec
  - Gwiazdy
  - Odjazd
  - Wieczór
  - W polu
  - Tęcza
  - Koń
  - Stodoła
  - Wśród gieorginij
  - Pierwszy deszcz
  - Oto słońce przenika...
  - Wiosna
  - Przyśpiew
  - Fala
  - Wiatrak
  - W ślad za górnym orszakiem...
  - W głąb podwórza...
  - Zapłoniona czereśnia...
  - Pieszczota
  - Żuraw skrzypi za furtą ogrodu...
  - O majowym poranku...
  - Pogoda
  - Upalny rynek...
  - Przemiany
- Ballady
  - Gad
  - Róże
  - Ballada dziadowska
  - Dusiołek
  - Świdryga i Midryga
  - Mak
  - Wiśnia
  - Piła
  - Królewna Czarnych Wysp
  - Zielony dzban
  - Śmiercie
  - Strój
  - Dąb
  - Ballada bezludna
- W malinowym chróśniaku
  - W malinowym chróśniaku...
  - Śledzą nas...
  - Taka cisza w ogrodzie...
  - Hasło nasze...
  - Zazdrość moja...
  - Z dłońmi tak splecionemi...
  - Wyszło z boru...
  - Czasami mojej ślepej posłuszny ochocie...
  - Ty pierwej mgły dosięgasz...
  - Zazdrośnicy...
  - Zmienionaż po rozłące?...
- Wspomnienie
  - Wspomnienie
- Pieśni kalekujące
  - Zaloty
  - Szewczyk
  - Garbus
  - Ręka
  - Żołnierz
- Trzy róże
  - Trzy róże
  - Rok nieistnienia
  - Wieczorem
  - Śnież się, w duszy mojej śnież...
  - Schadzka spóźniona
  - Pożarze pierśny, płomieniu ustny...
  - Ja tu stoję za drzwiami...
  - Co w mgłach czyni żagiel na głębinie?...
  - Schadzka
  - Kwapiły się burze...
  - U współrozwartych stoim drzwi...
  - Dziś w naszego spotkania rocznicę...
  - Wyznanie
  - Ponad zakres śnieżycy...
  - Powrót
  - Dwoje ludzieńków
  - Dusza w niebiosach
- Pururawa i Urwasi
  - Pururawa i Urwasi
- Noc bezsenna
  - Noc bezsenna
  - Tam — na obczyźnie...
  - W przeddzień swego zmartwychwstania
  - W kraju bardzo dalekim...
  - Pociemku...
  - Warkocz
  - Śnieg
- Asoka
  - Asoka
- Ponad brzegami
  - Don Kichot
  - W locie
  - Pragnienie
  - Spotkanie
  - Kleopatra
  - Dwaj skazańcy
  - Rozmowa
  - Otchłań
  - Zamyślenie
  - Do śpiewaka
- Łąka
  - Łąka